# Roger Hammond (acteur)
Pour les articles homonymes, voir Roger Hammond et Hammond.
Roger Hammond, est un acteur britannique né le 21 mars 1936 à Stockport et mort le 8 novembre 2012 à Londres.

## Filmographie

### Cinéma
- 1965 : Game for Three Losers : Peter Fletcher
- 1969 : Lock Up Your Daughters! : une figure johnsonienne
- 1969 : A Touch of Love : Mike
- 1972 : The Trouble with 2B
- 1972 : Le Joueur de flûte : Burger
- 1972 : Adult Fun : M. Bryant
- 1973 : Les chattes se mouillent (Because of the Cats) de Fons Rademakers : Maris
- 1975 : Le Froussard héroïque : Maître
- 1976 : Queen Kong : Woolf
- 1985 : Les Débiles de l'espace : Soundman
- 1986 : Foreign Body : le Lord du pub
- 1987 : La Petite Dorrit : M. Meagles
- 1988 : Madame Sousatzka : Lefranc
- 1990 : The Fool : Augustus Roddick
- 1991 : Edward II : l'abbé
- 1992 : Orlando : Swift
- 1992 : Comme il vous plaira : M. Le Beau et Corin
- 1994 : La Folie du roi George : Baker
- 1995 : Richard III : l'archevêque
- 1996 : L'Agent secret : M. Michaelis
- 1997 : Sixth Happiness : Père Ferre
- 1998 : Monk Dawson : Frère Julian
- 1998 : The Tichborne Claimant : Cubitt
- 1999 : The Clandestine Marriage : Traverse
- 1999 : The Strange Case of Delphina Potocka or The Mystery of Chopin : Schwabe
- 2000 : Il suffit d'une nuit : Colin MacKenzie
- 2000 : Endiablé : un comédien de la pièce
- 2001 : Redemption Road : le vieil homme
- 2002 : Possession : Professeur Spear
- 2003 : Vacuums : DJ Johnson
- 2004 : Le Tour du monde en quatre-vingts jours : Lord Rhodes
- 2004 : Nature Unleashed: Avalanche : Mikhail Zorich
- 2004 : La Séductrice (A Good Woman) de Mike Barker : Cecil
- 2005 : Secrets de famille : le juge
- 2006 : Van Wilder 2: The Rise of Taj : Camford Dean
- 2007 : Röllin sydän : un ancien
- 2010 : Le Discours d'un roi : Dr Blandine Bentham

### Télévision
- 1964 : The Villains : Tidiman (1 épisode)
- 1965-1983 : Doctor Who : Dr Runciman et Francis Bacon (3 épisodes)
- 1966 : You Can't Win : Harry (3 épisodes)
- 1967 : Chapeau melon et bottes de cuir : Dr Russell (1 épisode)
- 1969 : Armchair Theatre : McIver (1 épisode)
- 1969 : The First Chuchills : D'Avaux (3 épisodes)
- 1969-1970 : Take Three Girls : Simon (2 épisodes)
- 1971-1980 : Play for Today : plusieurs personnages (5 épisodes)
- 1972 : The Edwardians (en) : l'invité du dîner (1 épisode)
- 1972 : The Onedin Line : Mitchell (2 épisodes)
- 1974 : La Chute des aigles : Albrecht (1 épisode)
- 1976 : The Glittering Prizes : Ronald Braithwaite (3 épisodes)
- 1976 : Hadleigh : Brunswick (1 épisode)
- 1976 : Orde Wingate : l'officier supérieur (1 épisode)
- 1976 : Regan : Finch (1 épisode)
- 1978 : Edward and Mrs Simpson : Sir Harold Nicolson (1 épisode)
- 1980 : Emmerdale Farm : Harold Eckersley (5 épisodes)
- 1984 : The Tripods : le comte de Saclay (1 épisode)
- 1985 : Sherlock Holmes : Jabez Wilson (1 épisode)
- 1986 : Dramarama : Helliwell (1 épisode)
- 1987 : Miss Marple : M. Broadribb
- 1987 : Casualty : un homme (1 épisode)
- 1988-1989 : Guillaume Tell : Vincent et le messager (2 épisodes)
- 1989 : Snakes and Ladders : M. Woodcock (1 épisode)
- 1990 : One Foot in the Grave : M. Gillespie (1 épisode)
- 1990 : Uncle Jack and Operation Green : M (5 épisodes)
- 1991 : Allô Allô : un moine (2 épisodes)
- 1991 : Uncle Jack and the Loch Noch Monster : M (6 épisodes)
- 1992 : Great Performances : Valence (1 épisode)
- 1992 : Uncle Jack and the Dark Side of the Moon : M (6 épisodes)
- 1993 : Les Règles de l'art : Michael Church (1 épisode)
- 1993 : Uncle Jack and Cleopatra's Mummy : M (6 épisodes)
- 1994 : Good King Wenceslas : Baron Oskar
- 1996 : Inspecteur Wexford : Dr Trewynne (2 épisodes)
- 1996 : The Prince and the Pauper : le gardien de prison (2 épisodes)
- 1997 : Kavanagh : Dartwood (1 épisode)
- 1997 : David de Robert Markowitz : roi Achich
- 1999 : Jésus : Mardochée
- 2000 : Les Mille et Une Nuits : Jerome Gribben (2 épisodes)
- 2003 : The Other Boleyn Girl : Lord Farmleigh
- 2005 : Rome : Chef Augur (2 épisodes)
- 2006 : A Harlot's Progress : Dr Rock
- 2010 : Coming of Age : Biggie Smalls (1 épisode)